# Gerda von Mickwitz
Gerda von Mickwitz, född 4 maj 1862 i Helsingfors, död där 19 februari 1948, var en finländsk författare och feminist. Pseudonymer: G.v.M. och -ii-.

## Biografi
Gerda von Mickwitz modersmål var tyska och hon undervisade i tysk litteratur och tyska språket. År 1886 publicerade tidskriften Framåt von Mickwitz' novell Messling, vilken kom att bli en av 1880-talets mest beryktade svenska noveller. Novellen kritiserar att läkare diagnostiserade kvinnor som blivit smittade med syfilis av sina makar som insjuknade i mässling, för att dölja det faktum att de haft tidigare sexuella förbindelser. Novellen fick utstå häftig kritik, men von Mickwitz fick också stöd av Victoria Benedictsson, som i en av sina få debattartiklar underströk att kvinnorna borde få veta sanningen om syfilisens spridning. Benedictsson summerade sin artikel med orden "namnet kan väl icke anses värre än själva saken".
År 1892 var hon med om att grunda Kvinnosaksförbundet Unionen.